# Acalypha brevibracteata
Acalypha brevibracteata är en törelväxtart som beskrevs av Johannes Müller Argoviensis. Acalypha brevibracteata ingår i släktet akalyfor, och familjen törelväxter. Inga underarter finns listade i Catalogue of Life.